# اوفرویل-براسیوی
اوفرویل-براسیوی (به فرانسوی: Auffreville-Brasseuil) یک کمون در فرانسه است که در ایولین واقع شده‌است. اوفرویل-براسیوی ۲٫۳۷ کیلومتر مربع مساحت دارد ۳۲ متر بالاتر از سطح دریا واقع شده‌است.